# Lijst van voetbalinterlands India - Singapore
Deze lijst van voetbalinterlands is een overzicht van alle officiële voetbalinterlands tussen de nationale teams van India en Singapore. De landen hebben tot nu toe twaalf keer tegen elkaar gespeeld. De eerste ontmoeting, een vriendschappelijke wedstrijd, werd gespeeld op 31 augustus 1959 in Kuala Lumpur. Het laatste duel, eveneens een vriendschappelijke wedstrijd, vond plaats op 24 september 2022 in Ho Chi Minhstad (Vietnam).

## Wedstrijden
| №  | Plaats          | Datum             | Competitie           | Wedstrijd         | Uitslag |
| -- | --------------- | ----------------- | -------------------- | ----------------- | ------- |
| 1  | Kuala Lumpur    | 31 augustus 1959  | Vriendschappelijk    | Singapore − India | 0 − 2   |
| 2  | Kuala Lumpur    | 22 augustus 1966  | Vriendschappelijk    | Singapore − India | 1 − 0   |
| 3  | Kuala Lumpur    | 3 november 1969   | Vriendschappelijk    | Singapore − India | 0 − 3   |
| 4  | Kuala Lumpur    | 9 augustus 1971   | Vriendschappelijk    | Singapore − India | 2 − 2   |
| 5  | Seoel           | 1 september 1976  | Vriendschappelijk    | Singapore − India | 2 − 1   |
| 6  | Bangkok         | 4 november 1977   | Vriendschappelijk    | India − Singapore | 2 − 1   |
| 7  | Kuala Lumpur    | 12 augustus 1982  | Vriendschappelijk    | Singapore − India | 3 − 0   |
| 8  | Singapore       | 2 december 1984   | Azië Cup 1984        | India − Singapore | 0 − 2   |
| 9  | Margao          | 18 februari 2004  | WK 2006 kwalificatie | India − Singapore | 1 − 0   |
| 10 | Singapore       | 13 oktober 2004   | WK 2006 kwalificatie | Singapore − India | 2 − 0   |
| 11 | Singapore       | 16 oktober 2012   | Vriendschappelijk    | Singapore − India | 2 − 0   |
| 12 | Ho Chi Minhstad | 24 september 2022 | Vriendschappelijk    | India − Singapore | 1 − 1   |

## Samenvatting
| Competitie        | Totaal gespeeld | Winst India | Gelijk | Winst Singapore | Doelsaldo India – Singapore |
| ----------------- | --------------- | ----------- | ------ | --------------- | --------------------------- |
| WK-kwalificatie   | 2               | 1           | 0      | 1               | 1 − 2                       |
| Azië Cup          | 1               | 0           | 0      | 1               | 0 − 2                       |
| Vriendschappelijk | 9               | 3           | 2      | 4               | 11 − 12                     |
| Totaal            | 12              | 4           | 2      | 6               | 12 − 16                     |

AIFF · A-Internationals · Bondscoaches · Statistieken · Olympisch elftal · Indiaas vrouwenelftal · India U21 · India U20 · India U19 · India U18 · India U17
1930 – 1949 · 
1950 – 1959 · 
1960 – 1969 · 
1970 – 1979 · 
1980 – 1989 · 
1990 – 1999 · 
2000 – 2009 · 
2010 – 2019 ·
2020 − 2029
Afghanistan ·
Argentinië ·
Australië ·
Azerbeidzjan · 
Bahrein ·
Bangladesh ·
Bhutan ·
Brunei ·
Cambodja ·
China ·
Curaçao ·
Fiji ·
Filipijnen ·
Finland ·
Ghana ·
Guam ·
Guyana ·
Hongarije ·
Hongkong ·
IJsland ·
Indonesië ·
Irak ·
Iran ·
Israël ·
Jamaica ·
Japan ·
Jemen ·
Jordanië ·
Kameroen ·
Kenia ·
Kirgizië ·
Koeweit ·
Laos ·
Libanon ·
Macau ·
Malediven ·
Maleisië ·
Marokko ·
Mauritius ·
Mongolië ·
Myanmar ·
Namibië ·
Nepal ·
Nieuw-Zeeland ·
Noord-Korea ·
Oezbekistan ·
Oman ·
Pakistan ·
Palestina ·
Peru ·
Polen ·
Puerto Rico ·
Qatar ·
Saint Kitts en Nevis ·
Saoedi-Arabië ·
Singapore ·
Sovjet-Unie ·
Sri Lanka ·
Suriname ·
Syrië ·
Tadzjikistan ·
Taiwan ·
Thailand ·
Trinidad en Tobago ·
Turkmenistan ·
Uruguay ·
Vanuatu ·
Verenigde Arabische Emiraten ·
Vietnam ·
Wit-Rusland ·
Zambia ·
Zuid-Korea ·
Zuid-Vietnam
FAS · 
Lijst van A-internationals · 
Singaporees vrouwenelftal
1960 – 1969 ·
1970 – 1979 ·
1980 – 1989 ·
1990 – 1999 ·
2000 – 2009 ·
2010 – 2019
Afghanistan ·
Argentinië ·
Australië · 
Azerbeidzjan · 
Bahrein · 
Bangladesh · 
Brunei · 
Cambodja · 
Canada · 
China · 
Denemarken · 
Fiji ·
Filipijnen · 
Finland · 
Ghana · 
Guam ·
Hongkong · 
India · 
Indonesië · 
Irak · 
Iran · 
Israël · 
Japan · 
Jemen ·
Jordanië · 
Kazachstan · 
Kirgizië · 
Koeweit · 
Laos · 
Libanon · 
Macau · 
Malediven · 
Maleisië · 
Mauritius ·
Mongolië · 
Myanmar · 
Nepal · 
Nieuw-Zeeland · 
Noord-Korea · 
Noorwegen · 
Oezbekistan · 
Oman · 
Oost-Timor · 
Pakistan · 
Palestina · 
Papoea-Nieuw-Guinea ·
Polen · 
Qatar ·
Salomonseilanden · 
Saoedi-Arabië · 
Sri Lanka · 
Syrië · 
Tadzjikistan · 
Taiwan · 
Thailand · 
Turkmenistan · 
Uruguay · 
Verenigde Arabische Emiraten · 
Vietnam · 
Zuid-Korea · 
Zuid-Vietnam · 
Zweden